# Єрмолаєв Леонід Олексійович
Єрмола́єв Леоні́д Олексі́йович (28 липня 1899 Бахмач — † 7 вересня 1970 Баффало) — український військовий діяч, хорунжий Армії УНР, мемуарист.

## Біографія
Єрмолаєв Леонід Олексійович народився в місті Бахмач, що на Чернігівщині. У 1916 році пішов добровольцем на фронт Першої світової війни. Згодом учасник Української революції 1917—1921 років. З червня 1918 року служив однорічником у 4-й Північній бригаді Корпусу кордонної охорони Української Держави. З червня 1919 року перебував на навчанні в Житомирській юнацькій школі. З січня 1920 року в 3-й Залізній дивізії. Згодом повернувся до Спільної юнацької школи. З 1923 року працював і проживав на Бабинському цукрозаводі в селі Бабин, Рівненського повіту, Волинського воєводства, разом з іншими інтернованими вояками Армії УНР, що там осіли. У 1926 році одружився з мешканкою сусіднього села Гориньград Лідією В'ячеславівною Сілецькою. Обряд вінчання проводив знаний капелан Армії УНР Павло Пащевський у церкві Івана Богослова в Бабині, у свідках інші вояки Армії УНР, зокрема хорунжі: Іван Старченко, Степан Паламарчук, Микола Вільчек і Тиміш Добровський. У 1927 році в селі Гориньград народилася донька Лідія. На 1928 рік Леонід Єрмолаєв обіймав на Бабинському цукрозаводі посаду табельового, а в 1930 році одну найвищих посад — скарбник.
У 1944 році виїхав до Варшави, а звідти до ФРН. У 1950 році еміґрував до США, мешкав у місті Чикаго, штат Іллінойс. Автор «Споминів» які видав 1973 року в Нью-Йорку.